# Usa (affluente della Pečora)
La Usa (in russo Уса?) è un fiume della Russia europea nordorientale (Repubblica Autonoma dei Komi), affluente di destra della Pečora.
Nasce dal versante occidentale degli Urali polari dalla confluenza dei due rami sorgentiferi Bol'šaja (grande) e Malaja (piccola) Usa, dirigendosi con direzione mediamente sud-occidentale. Le sponde nel corso superiore sono alte e rocciose; nel corso medio e inferiore, sono per lo più basse e molto paludose. Sotto il villaggio di Sivomaskinskij, il fiume si espande notevolmente (la larghezza del fiume nel corso inferiore varia da 700 metri a due chilometri) e inizia a formare anse e isole, il fiume mantiene questo carattere fino alla foce.
Sfocia nella Pečora a 754 km dalla foce, 30 km dopo l'insediamento di Usinsk. Alla foce del fiume si trova il villaggio di Ust'-Usa. La Usa ha una lunghezza di 565 km (che salgono a 663 km se conteggiati dalla sorgente della Bol'šaja Usa); l'area del suo bacino è di 93 600 km²
I maggiori affluenti sono Vorkuta, Bol'šaja Rogovaja, Adz'va, Kolva dalla destra, Lemva, Kos'ju, Bol'šaja Synja e Bol'šoj Kočmes dalla sinistra.
La Usa è gelata, in media, da fine ottobre/primi di novembre a maggio; il mese di aprile registra mediamente i minimi valori di portata, mentre i massimi vengono raggiunti in giugno.